# Костенци
 Тази статия е за селото в България.  За селото в Северна Македония вижте Костинци.  
Костѐнци е село в Северозападна България. То се намира в община Берковица, област Монтана.

## География
Селото се намира на 6 km западно от пътя Монтана – Берковица. Разположено е в Предбалкана и е с ясно изразен умерен климат, характеризиращ се със снежна зима, горещо лято и дъждовни пролет и есен. Тъй като се намира сравнително далече от река и къщите са построени върху билата на два хълма, там рядко се образуват мъгли. Пейзажът е отворен и се откриват прекрасни гледки към целия Северозападен Балкан. Оттук се виждат върховете Копрен, Здравченица, Ком, проходът Петрохан, върховете Тодорини кукли, както и Зелени дел над град Вършец.

## История
Село Костенци се намира в един от склоновете на западния балкан, срещу връх Ком, на разстояние 6 км. от гр. Берковица.
Първото селище не е било на днешното си място, а в местността „Селище“, от където идва и името на сегашната местност. Самото място днес свидетелства, че там преди много години са живели хора. Но според преданието от стари хора, селото бива разорено по следната причина. През време на робството, както навсякъде в България, така и тук турците са вършели произволи над населението. Една вечер в селото остава да пренощува едно турско заптие със своя кон и малко куче, което водил със себе си, но през нощта бива убит. След като е извършено убийството, трупа бива заровен в едно бунище, но забравили да погубят коня и кучето. Двамата верни приятели, останали без господар, отиват в гр. Берковица, където било местожителството на убития турчин. Близките и приятелите на убития, не могли да си обяснят станалото. Кучето, което видяло къде е останал господарят му, тръгва обратно към това място. След него тръгват и някои хора със заптиетата и то ги отвело до местопрестъплението. Те разровили бунището и намерили убития турчин. Тогава започват жестоки наказания на цялото село. Много от къщите били разорени, а жителите убивани и преследвани. Това накарало останалите няколко души да се преселят от там, защото според преданието, мястото било заклето от турците „да не живеят вече хора там“. Оцелелите избират удобно място в сегашния „Селски дол“, под баира „Синя глава“, където се намирали два хубави извора. Първото семейство, което дошло тук на това място е било семейството на дядо Галю (Гаю), от където днес носи името цялата махала – „Гаюва махала“.
Селото още на старото си място е носило името „Костенци“. Добило е името си от блатото, което се е намирало към южната страна на сегашната местност „Селище“, на разстояние около 500 – 600 м в местността „Стърчи крак“. Това блато, останки, от което има и днес е било много голямо. В него са се въдили и живяли разни водни животни, но най-много костенурки, които са правили голямо впечатление на хората. Според местния диалект на костенурката и казвали „Костеница“ и от нея носи и името си село Костенци. Заселил се близо до някогашните извори (сега чешми), дядо Галю привлича и други свои приятели, които идват и се заселват до неговата къща. В селото също така по неизвестни причини се заселват и българи от село Ветрен, Пазарджишко. По тоя начин почват да се увеличават броят на къщите и се образува сегашното село Костенци. Времето, през което е станало това заселване не може точно да се определи.
В 1856 година по инициативата на поп Иван Тодоров Коларов, селото си построява малка дървена черква. Свещеник става самия инициатор поп Иван, който е бил ръкоположен от Софийския владика. Няколко години след това, свещеници са обучавали децата в частни къщи, поради липса на училище.
В 1874 година при черквата се построява първото килийно училище, където за пръв път се уславя за учител даскал Антоний от село Мездрея.
По забележителни старини, които се намират в околността на селото е „Калето“. В местността има следи от средновековна българска крепост и селище. Съществува едно интересно предание за него. Говори се, че през едно горещо лято, крепостта била окупирана. Изворите, поради сушата пресъхнали и хората рискували да измрът от жажда. Заедно с обсадените имало и коне, които като останали без вода, почнали да ровят с копитата си в земята и там където ровили излиза вода, която хората използвали за пиене и се спасили от смъртта.
До освобождението на България, населението е черпил вода за пиене от три извора, два от които са в местността „Селски дол“ и един в „Пешин дол“. През 1926 година тези извори, благодарение на Окръжната Постоянна Комисия – гр. Берковица са каптирани и построени в чешми. Но и на тях през летния сезон водата им намалявала и населението чувствало нужда от повече вода. Това е една от причините, поради която много от жителите се изселват.
Докато във време на освобождението селото имало около 100 къщи, днес (1927 г.) то едва брои 162 къщи с 1200 жители. Около 50 – 60 са били покрити с керемиди, а останалите с боклук, слама и др. Ако се гледа на числото на къщите и културното състояние на жителите, ще видим, че са направили една малка крачка напред в културно отношение. Това се дължи на самите природни условия. Във време на освобождението е имало повече работна земя, защото голяма част от нея е била заета от лозя. Тия места, някогашни лозя, днес (1927 г.) представляват парези (пазбища). Такова е пазбището в „Синя глава“. Една година там се е родило толкова много грозде, че се е синеело и виждало от селото и поради тази причина е добил името си и самият баир.
Почвата е слабодоходна и освен лозарството, което дава по-добър доход, а останалите зеленчукови култури дават много малък резултат. Така, че при някогашното развито лозарство, населението е било много по издигнато в материално отношение. По това време то е ходил на пазар в град Пирот (дн. на територията на Република Сърбия), където са ставали големи панаири на зърнени храни, едър и дребен добитък.
Преди освобождението самото село не е правило никакво въстание. Но много от жителите му са вземали участие, заедно със жителите на селата Котеновци, Лесковец, Дълги дел, Копиловци и др. околни села във въстанието през 1836 г., което е станало в околността на село Лесковец, в местността „Столове“, което е известно в историята под името „Манова размирица“.
Няколко години преди освобождението, тук са събирали данък наречен „Владищина“. Тоя данък е събиран като владищина, но сумите са били за в полза на революционното дело без знанието на турската власт. Когато турското правителство узнало за това, много от инициаторите, от които е имало и жители от селото са били жестоко наказани. Няколко души от селото са арестувани и откарани във Видинските за да и, където са престояли до освобождението.
Русите са дошли от към село Комарево на 4 декември 1877 г. Тук идват само трима руснаци, които заварват в селото местния чорбаджия, двама турци, които били изпратени от Берковица за сверка и един циганин ковач, но не са били погубени. Населението по това време е било избягало в околността на селото, но като научили за идването на русите, то се прибира в селото и почва да живее своя свободен живот. За управители на селото са останали старите братя Кола и Георги Ангелови, а по-после за кмет на селото е избран Кола Ангелов.
Селото не е дало депутат за Първото велико народно събрание през 1879 г.
За първи път от селото излиза човек със средно образование и то само един през 1921 г.
През Сръбско-българската война от 1885 г. са взели участие 14 души, начело с Тодор Попов, който им бил инструктор и ги обучавал. Загинал в сражение само един – Кола Попов, брат на главатаря и син на първия свещеник от селото поп Иван Тодоров.
През Блаканската война са мобилизирани 110 души, от които 9 души оставили кости по бойните полета.
През Първата световна война селото е дало 160 войника, от които загинали 15 души и останали много от тях ранени.
Село Костенци се споменава в турски документи през 1607 г. и 1666 г., когато селото е имало 15 къщи.
След освобождението броят на жителите в селото се изменял така 1880 г. – 682 ж; 1910 г. – 918 ж; 1934 г. – 1066 ж; 1946 г. – 1070 ж; 1956 г. – 847 ж; 1965 г. – 592 ж; 1972 г. – 492 ж. След 1946 г. рязко спаднал броя на населението. В това полупланинско село нямало препитание за мнозина, особено след уедряване на земеделските стопанства и създаването на АПК (Аграрно промишлени комплекси). Младите отивали в градовете, където намирали работа в промишлените предприятия.

## Родове
Стари родове от селото са: Божинкови, Бибоковите, Боголашовци, Ванковци, Въковите, Вълковите, Григорчовци, Гацовите, Га[л]ювци, Гръците, Гьоринци, Гановите, Дуркалете, Дръндарете (преселени в с. Мала Кутловица, днес квартал на гр. Монтана), Елицините, Еленините, Йоцини, Кокоронджовци, Коминкьовци, Кузините, Кръскьовите, Колчовите, Кожуварците, Кюлофанците, Ланджовци, Ломпорете, Лисичковите, Лозанците, Манафците, Митовите, Магдинци, Мижовци (по предание произлизат от Лозанците), Маринкинци, Попците, Пешковци, Пенчовци, Пировите, Поповите, Пелчовите, Паликарците, Пеновите, Ракинци, Ристинците, Сталинци, Сандовите, Свинарците, Стефанкинци, Скачоковите, Тудурчови, Топуците, Торлаците, Фукарците, Цуканите, Чуроганците, Чорбаджиите, Чигариците, Шиьоковите, Шуманковци и Язовците.

## Редовни събития
Традиционен събор на 8 ноември.